# Danci
Danci so skandinavski (severnogermanski) narod, ki živi na področju Danske, Ferskih otokov in Grenlandije; večja manjšina je v Nemčiji. Trenutno je okoli 5,5 milijonov Dancev. Govorijo dansko.